# Tamas (sanskrit)
Pour les articles homonymes, voir Tamas.
Tamas (devanāgarī: (तमस्) est un terme sanskrit qui signifie obscurité, ténèbres ;  et dans la philosophie du Sāṃkhya : les Ténèbres, troisième qualité guṇa de la nature, essence passive de l'ignorance et de l'inertie, tout ce qui aveugle et alourdit les êtres. 